# Museo de Creencias y Religiosidad Popular del Pirineo Central
El Museo de Creencias y Religiosidad Popular del Pirineo Central es un museo etnográfico ubicado en Abizanda, en la comarque de Sobrarbe de provincia de Huesca, Aragón (España).

## Colecciones
El objeto del museo es de presentar testimonios de las creencias populares en las Pirineo centrales. Alberga más de 8 000 objetos datados desde el primer milenio antes de Cristo hasta la primera mitad del siglo XX.
El museo ocupa los locales de la antigua abadía de Abizanda (siglo XVII) y la torre vecina, vestigio del castillo del siglo XI, donde se presentan las exposiciones temporales. El museo ofrece tres niveles : el primero está volcado en el amparo de la casa, el segundo en el amparo del individuo y el tercero en las creencias de la comunidad.  Los objetos expuestos incluyen talismanes, amuletos, crucifijo, rosarios, relicarios, imagenería popular, etc. Existen además presentaciones audiovisuales, audioguides y un banco de imágenes a disposición de los visitantes.

## Historia
La creación de este museo fue iniciativa del profesor Ángel Gari Lacruz en 1990, con la colaboración activa de Pedro Santorromán (1956-2005), alcalde de Abizanda y senador. El museo mantiene una estrecha relación con el CEDAS (Centro de Estudios y Documentación de Aure y Sobrarbe) que trata de favorecer las relaciones culturales entre el Sobrarbe, el valle de Aure y el valle del Louron, en la vertiente francesa. Oficialmente inaugurado en 2005, el CEDAS ha tomado el nombre oficial de CEDAS Pedro Santorromán.